# Schangaqorghan
Schangaqorghan (kasachisch Жаңақорған, russisch Жанакорган Schanakorgan) ist ein Ort im Gebiet Qysylorda im Süden Kasachstans.

## Geografie
Schangaqorghan liegt im Süden Kasachstans im Gebiet Qysylorda. Der Ort befindet sich rund 100 Kilometer nördlich von Türkistan und etwa 200 Kilometer südlich von Qysylorda. Wenige hundert Meter westlich von Schangaqorghan durchfließt der Syrdarja die ansonsten trockene Wüstenregion.

## Bevölkerung
Die Volkszählung 1999 ergab für den Ort eine Bevölkerung von 20.708 Menschen. Bei der Volkszählung im Jahr 2009 hatte Schangaqorghan 22.716 Einwohner. Bei der letzten Volkszählung 2021 lebten 31.910 Menschen in Schangaqorghan. Zum 1. Januar 2025 ergab die Fortschreibung der Bevölkerungszahlen eine Einwohnerzahl von 34.330 Menschen.
| Einwohnerentwicklung               | Einwohnerentwicklung | Einwohnerentwicklung | Einwohnerentwicklung | Einwohnerentwicklung | Einwohnerentwicklung | Einwohnerentwicklung | Einwohnerentwicklung |
| 1939                               | 1959                 | 1970                 | 1979                 | 1989                 | 1999                 | 2009                 | 2021                 |
| ---------------------------------- | -------------------- | -------------------- | -------------------- | -------------------- | -------------------- | -------------------- | -------------------- |
| 3.779                              | 5.351                | 10.184               | 16.835               | 18.939               | 20.708               | 22.716               | 31.910               |
| Anmerkung: Volkszählungsergebnisse |                      |                      |                      |                      |                      |                      |                      |

## Wirtschaft
In der Nähe des Ortes gibt es Erzlagerstätten. Etwa 17 Kilometer nordöstlich befindet sich die Lagerstätte Schalqija, die mit geschätzten 113 Millionen Tonnen Reserven an Blei und Zink eine der größten Lagerstätten weltweit ist. Im Oktober 2020 soll die Förderung beginnen.

## Verkehr
Östlich des Ortes verläuft die Schnellstraße M32, die in nördlicher Richtung nach Qysylorda und weiter nach Aqtöbe und Oral zur russischen Grenze führt und in südlicher Richtung nach Türkistan und Schymkent verläuft.
Der Bahnhof von Schangaqorghan liegt an der Trans-Aral-Eisenbahn.